# Țara Hațegului
Țara Hațegului («Tierra de Hageg»; en alemán: Wallenthal; en húngaro: Hátszegvidék; en latín: terra Harszoc) es un área histórica y etnográfica en el Distrito de Hunedoara, Rumania, en la esquina suroeste de Transilvania. Tiene su centro en la ciudad de Hațeg.

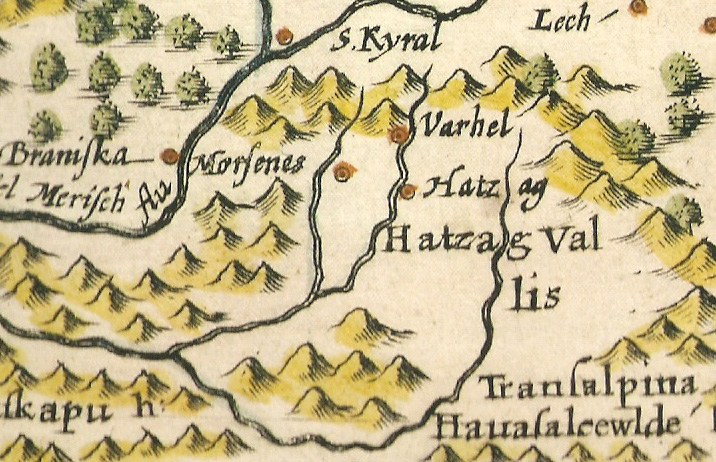
Tierra de Hațeg (Hatzag) en un mapa de 1607.

Țara Hațegului se encuentra en la Depresión de Hațeg. Aquí están: el sitio de Ulpia Traiana Sarmizegetusa (la capital de la Dacia romana, establecida en el siglo II d. C.), la Iglesia de Densuș y restos paleontológicos (véase Isla de Hațeg y Hatzegopteryx).
Bajo el Reino de Hungría, el Distrito de Hátszeg era parte del Condado de Hunyad.
La región está compuesta por una ciudad y diez municipios: Hațeg, Baru, Densuș, General Berthelot, Pui, Răchitova, Râu de Mori, Sarmizegetusa, Sălașu de Sus, Sântămăria-Orlea y Totești.